# Djado
Djado es una comuna rural de Níger perteneciente al departamento de Bilma de la región de Agadez. En 2011 tenía una población de 1488 habitantes, de los cuales 802 eran hombres y 686 eran mujeres.
Se ubica en una región remota y desértica del noreste del país, unos 500 km al noreste de Agadez, completamente alejada de cualquier carretera o ciudad importante.
La llanura de Djado es un área desértica deshabitada, pero conocida por su patrimonio histórico. Posee importantes pinturas rupestres y varias villas y fortificaciones actualmente abandonadas. La "meseta y fortín del Djado" fue propuesta en 2006 en la lista indicativa del Patrimonio de la Humanidad. Las ruinas de la ciudad y ksar abandonados de Djado fueron habitados anteriormente por los kanuri, pero actualmente transitan por el despoblado los nómadas tubus.